# Andrena imitatrix
Andrena imitatrix är en biart som beskrevs av Cresson 1872. Den ingår i släktet sandbin och familjen grävbin. Inga underarter finns listade i Catalogue of Life.

## Beskrivning
Arten har en övervägande svart grundfärg med undantag för antennerna som ofta har en brun undersida, käkarna som är rödaktiga i spetsarna, och delar av benen, framför allt bakbenen, som är rödaktiga till orange. Pälsen är vit till askfärgad med inslag av gult till brungult på mellankroppens rygg. Färgen kan dock variera, och det är inte ovanligt med röd till orange behåring på delar av benen. Honans polleninsamlingshår på bakskenbenen är dock bleka. Honan är 9 till 11 mm lång, hanen 7 till 10 mm.

## Ekologi
Andrena imitatrix förekommer i lövskog, fruktträdgårdar och bebyggda områden.
Den är ett solitärt bi, vars hona själv gräver ut ett larvbo i marken. Det är dock vanligt att flera honor inrättar sina bon nära varandra i kolonier.
Arten är polylektisk, den besöker blommande växter från många olika familjer, som rosväxter, ärtväxter, korsblommiga växter, ljungväxter, korgblommiga växter, kinesträdsväxter (släktet lönnar), flockblommiga växter, järneksväxter, berberisväxter, buxbomsväxter, kornellväxter, havtornsväxter, ripsväxter, lagerväxter, syrenväxter, brakvedsväxter och videväxter. Flygperioden är mellan mars och juni.

## Utbredning
Utbredningsområdet sträcker sig från södra Alberta i Kanada och Montana i USA till östkusten, och till Texas och Florida i söder.>